# Lãnh thổ Tây Bắc
Lãnh thổ Tây Bắc (tiếng Anh: Northwest Territory), còn được gọi Cựu Tây Bắc (Old Northwest) và Lãnh thổ Tây Bắc Sông Ohio (Territory North West of the Ohio), là chính phủ và miền của Hoa Kỳ ngày xưa. Được Quốc hội Lục địa thông qua ngày 13 tháng 7 năm 1787, Sắc lệnh tây bắc (Northwest Ordinance) thành lập chính phủ trong các lãnh thổ và đặt quá trình và điều kiện để trở thành tiểu bang. Ngày 7 tháng 8 năm 1789, Quốc hội Hoa Kỳ khẳng định Đạo luật này với một số sửa đổi trong Hiến pháp Hoa Kỳ. Lãnh thổ này bao gồm tất cả những vùng của Hoa Kỳ về phía tây của Pennsylvania và về phía tây bắc của sông Ohio. Nó gồm cả tiểu bang Ohio, Indiana, Illinois, Michigan, và Wisconsin ngày nay, cùng với phía đông của Minnesota. Miền này trải ra hơn 673.000 km² (260.000 dặm vuông).

## Mối liên hệ về lãnh thổ
- Các tiểu bang Hoa Kỳ nhượng bộ tuyên bố chủ quyền tại vùng đất sau này trở thành Lãnh thổ Tây Bắc:
  - Tiểu bang New York, 1780–1782
  - Thịnh vượng chung Virginia, 1781–1784
  - Thịnh vượng chung Massachusetts, 1784–1785
  - Tiểu bang Connecticut, 1786 and 1800
- Các lãnh thổ của Hoa Kỳ bao trùm phần đất mà trước đây từng là một phần của Lãnh thổ Tây Bắc:
  - Lãnh thổ Indiana, 1800–1816
  - Lãnh thổ Michigan, 1805–1837
  - Lãnh thổ Illinois, 1809–1818
  - Lãnh thổ Wisconsin, 1836–1848
  - Lãnh thổ Minnesota, 1849–1858
- Các tiểu bang Hoa Kỳ bao trùm phần đất mà trước đây từng là một phần của Lãnh thổ Tây Bắc:
  - Tiểu bang Ohio, 1803
  - Tiểu bang Indiana, 1816
  - Tiểu bang Illinois, 1818
  - Tiểu bang Michigan, 1837
  - Tiểu bang Wisconsin, 1848
  - Tiểu bang Minnesota, 1858